# Identificador persistente
Um identificador persistente (PI ou PID, do inglês persistent identifier) é uma referência duradoura a um documento, arquivo, página da web ou outro objeto.
O termo "identificador persistente" geralmente é usado no contexto de objetos digitais acessíveis pela Internet. Geralmente, esse identificador não é apenas persistente, mas também acionável:  você pode utilizá-lo em um navegador e ser levado à fonte identificada.
A questão da identificação persistente é anterior à Internet. Ao longo dos séculos, escritores e estudiosos desenvolveram padrões para a citação de documentos para que leitores pudessem encontrar de forma confiável e eficiente uma referência mencionada por um escritor em uma nota de rodapé ou bibliografia. Depois que a Internet começou a se tornar uma importante fonte de informação na década de 1990, os padrões de citação tornaram-se importantes também no mundo online. Estudos têm mostrado que poucos anos depois de serem citados, uma porcentagem significativa de endereços eletrônicos "morrem", um processo chamado de apodrecimento de links. Usar um identificador persistente pode retardar esse processo.
Um aspecto importante dos identificadores persistentes é que "a persistência é puramente uma questão de serviço". Isso significa que os identificadores persistentes só são persistentes na medida em que alguém se compromete a mantê-los. Nenhum identificador é inerentemente persistente.
Os identificadores persistentes são geralmente criados em sistemas institucionais. Alguns desses sistemas são:
- Digital object identifiers (DOIs), o sistema de alças
- Persistent Uniform Resource Locators (PURLs)
- Nomes uniformes de recurso (URNs)
- Identificadores de recursos extensíveis (XRIs)
- Links magnéticos[4]

---
No entanto, alguns URLs comuns (isto é, endereços eletrônicos), mantidos pelo proprietário do site, são feitos para serem duradouros; estes geralmente são chamados de permalinks.
Serviços de arquivamento da web, como perma.cc, archive.today e WebCite, oferecem a qualquer pessoa a capacidade de arquivar uma página da web e criar seu próprio identificador persistente para ela.

## Exemplos
Outros exemplos de PIDs incluem:
- Arquivo da Base Virtual Internacional de Autoridade (VIAF)
- IDs do ORCID
- International Standard Name Identifier (ISNI)
- International Standard Book Number